# Glover Quin
Glover Freeman Quin Jr. (McComb, 15 gennaio 1986) è un ex giocatore di football americano statunitense che ha militato nel ruolo di safety nella National Football League (NFL). Fu scelto nel corso del quarto giro (112º assoluto) del Draft NFL 2009 dagli Houston Texans. Al college ha giocato a football all’Università del New Mexico.

## Carriera professionistica

### Houston Texans
Quin fu scelto nel quarto giro del Draft 2009 dagli Houston Texans, debuttando come professionista contro i New York Jets il 13 settembre 2009 come cornerback di riserva e giocando negli special team. Il 4 ottobre disputò la prima gara come titolare, la prima di sei consecutive, contro gli Oakland Raiders. La sua prima stagione terminò con 15 presenze e 56 tackle.
Nella prima gara della stagione 2010 partì come cornerback titolare dei Texans contro gli Indianapolis Colts, mettendo a segno quattro tackle e recuperando un fumble. Esplose nella gara del 28 novembre stabilendo un record di franchigia con tre intercetti contro i Titans (che furono anche i primi in carriera), venendo premiato come miglior difensore della AFC della settimana.
Quin rimase coi Texans fino al 2012, non saltando una sola gara come titolare a partire dalla sua seconda stagione.

### Detroit Lions
Il 13 marzo 2013, Quin firmò coi Detroit Lions. Nella sua prima stagione nel Michigan stabilì un nuovo primato personale con 2 sack e pareggio quello di intercetti con tre.
Nella settimana 15 della stagione 2014, Quin mise a segno tre tackle e un intercetto su Teddy Bridgewater dei Vikings ritornandolo per 56 yard che gli valsero il premio di miglior difensore della NFC della settimana. La settimana seguente fece registrare il suo settimo intercetto su Jimmy Clausen dei Bears, il quarto consecutivo, portandosi in vetta alla classifica di specialità. A fine anno fu convocato per il primo Pro Bowl in carriera e inserito nel Second-team All-Pro dopo avere guidato la NFL in intercetti. Fu inoltre inserito all'88º posto nel NFL Top 100.

## Palmarès
- Convocazioni al Pro Bowl: 1

2014
- Second-team All-Pro: 1

2014
- Difensore della AFC della settimana: 1

12ª del 2010
- Difensore della NFC della settimana: 1

15ª del 2014
- Leader della NFL in intercetti: 1

2014

## Statistiche
| Tackle         | 444 |
| Sack           | 0,0 |
| Intercetti     | 15  |
| Fumble forzati | 4   |

Statistiche aggiornate alla stagione 2014